# Luis Morán
Luis Alonso Morán Servellón (ur. 4 sierpnia 1971) – honduraski judoka. Olimpijczyk z Aten 2004, gdzie odpadł w pierwszej rundzie w wadze ciężkiej.
Siódmy na igrzyskach panamerykańskich w 2003 i 2007. Wicemistrz igrzysk Ameryki Środkowej i Karaibów w 2006 i trzeci w 2002. Brązowy medalista igrzysk Ameryki Środkowej w 2013 roku.

## Letnie Igrzyska Olimpijskie 2004
| Konkurencja | Eliminacje                   | Klas. końcowa |
| Konkurencja | Przeciwnik I                 | Miejsce       |
| ----------- | ---------------------------- | ------------- |
| +100 kg     | Dennis van der Geest (NED) P | 1 runda.      |